# Реконструкција (САД)
Реконструкција (енгл. Reconstruction) је период историје САД између 1865. и 1877. године у којем су покушани да се реше проблеми настали након Америчког грађанског рата у ком су Конфедерација и ропство били побеђени. Циљеви Реконструкције су били поновна интеграција сецесионистичких јужних држава, решење статуса вођа Конфедерације, као и решење легалног и уставног статуса ослобођених црних робова. Било је насилних сукоба и неслагања око тога како приступити овим проблемима, и крајем седамдесетих година 19. века било је јасно да Реконструкција није успела да подједнако интегрише ослобођене робове у правни, политички, економски и друштвени систем. Под Реконструкцијом се у историји САД такође подразумева и целокупан период од 1865. до 1877. године.
Реконструкција је имала три фазе:
- Президенцијална реконструкција (1863—1866) је била под директном контролом председника Абрахама Линколна и Ендруа Џонсона, и за циљ је имала брзо поновно уједињење земље. Њихови умерени програми су били у потпуној супротности са радикалним републиканцима, политичком фракцијом која је ојачала након избора 1866. године.
- Радикална реконструкција (1866—1873), је етапа Реконструкције у којој се акценат ставља на грађанска и гласачка права ослобођених робова. Републиканска коалиција ослобођених робова, карпетбегерса и јужних униониста контролисала је већину јужних држава.
- Трећа фаза реконструкције која се такође назива и Искупљење (енгл. Redemption), трајала је између 1873. и 1877. када су јужњаци заговарачи супериорности беле расе победили републиканце на изборима и преузели контролу над свим јужњачким државама, што је означило и крај Реконструкције.